# به نام پدر به نام زندگی
به نام پدر به نام زندگی (به انگلیسی: Dad) دومین رمان از ویلیام وارتن، نویسندهٔ آمریکایی، است. این کتاب به «داستان پدران و پسران» می‌پردازد که «از رابطهٔ خود وارتن با پدرِ محتضرش» برگرفته شده‌است. رمان به نام پدر به نام زندگی در سال ۱۹۸۱ پس از پرنده‌باز (۱۹۷۸) منتشر شد. داستان مربوط به یک هنرمند آمریکایی ساکن پاریس است که با شنیدن خبر حملهٔ قلبی مادرش نزد خانواده خود برمی‌گردد. این اثر یکی از سه رمان وارتن است که فیلم‌هایی بر اساس آن‌ها ساخته شده‌است. دوتای دیگر پرنده‌باز و نیمه‌شبی آرام هستند.

## خلاصهٔ داستان
این رمان «پی‌رنگ دوگانه» دارد و در آن، از رابطهٔ شخصیت اصلی از یک سو با پدر خود و از سوی دیگر با پسرش می‌خوانیم.
جان تریمانت، هنرمند آمریکایی میانسال است که با همسر و بچه‌هایش در پاریس زندگی می‌کند. جان وقتی از طریق تلگراف خبردار می‌شود که مادرش دچار حملهٔ قلبی شده به آمریکا می‌رود. این سرآغاز سفری است که در آن، جان (که پسر دانشگاهی‌اش بیل هم به‌زودی به او ملحق می‌شود) چیزهای زیادی دربارهٔ پدر بودن و پیر شدن و تعریف جدیدی از عشق می‌آموزد. داستان درواقع دربارهٔ سه نسل مختلف است که هریک دیدگاه متفاوتی نسبت به روابط خانوادگی و جهان دارند، اما نهایتاً رشتهٔ مشترکی است که از چنبرهٔ اختلافات نسلی فراتر می‌رود، «عشقی که نسل‌ها را به هم پیوند می‌دهد».

## نظرات منتقدان
رمان به چنان شیوهٔ واقع‌گرایانه‌ای روایت می‌شود که بعضی منتقدان گفته‌اند بعید است داستان آن خیالی باشد؛ مثلاً کریستوفر لمان-هاوپت از نیویورک تایمز می‌نویسد «اولین واکنش ناخودآگاه مخاطب به رمان به نام پدر به نام زندگی این است که داستانش نمی‌تواند خیالی باشد». کرکس ریویوز این رمان را با اثر پیشین وارتن یعنی پرنده‌باز مقایسه می‌کند. «در پرنده‌باز، آرزوی تبدیل شدن به پرنده، وجود پسری را فرامی‌گیرد و در به نام پدر به نام زندگی، میل به داشتن زندگی بهتر و جریانات مختلف زندگی که به ضمیر خودآگاه پیرمردی تحت فشار فراوان جریان می‌یابد». کرکس ریویوز در پایان، این اثر را چنین توصیف می‌کند: «رمانی مهم از نویسنده‌ای که زبردستی‌اش با این اثر باشکوه تأیید می‌شود».

## اقتباس سینمایی
رمان به نام پدر به نام زندگی در سال ۱۹۸۹ به فیلمی با عنوان «پدر» به کارگردانی گری دیوید گلدبرگ تبدیل شد. در این فیلم، جک لمون در نقش جک تریمانت، تد دنسن در نقش جان تریمانت و ایثن هاک در نقش بیلی تریمانت ایفای نقش می‌کنند. فیلم «پدر» در وبسایت راتن تومیتوز نمرهٔ ۶۰ درصد دارد. هل هینسن از واشینگتن پست می‌نویسد: «پدر، واکاوی ملودراماتیک رابطهٔ میان دو نسل از پدران و پسران است و تقریباً تمام مشکلات احساسی را دربرمی‌گیرد، از ضعف و زوال عقلی تا آشتی مجدد و مرگ».

## ترجمه به فارسی
- به نام پدر به نام زندگی | ویلیام وارتون؛ مترجم: علیرضا شفیعی‌نسب، تهران: نشر خوب، ‏۱۳۹۹. ‬ شابک ‏‫‭۹۷۸-۶۲۲-۷۴۲۵-۳۹-۰‬‬‬[۶]